# Cerveteri
Cerveteri [ʧer'vɛ:teri] es una ciudad y un municipio del norte del Lacio, en la provincia de Roma. Su nombre deriva de Caere Vetus, así llamada en el siglo XIII para distinguirla de Caere Novum (actual Ceri). Los topónimos antiguos de la ciudad son la etrusca Cisra, y la polis griega de Agila (Άγυλλα en griego antiguo).
Está frente al mar Tirreno y se encuentra a 42 km de distancia de Roma. Está conectada a la red ferroviaria regional a través de la estación de Marina di Cerveteri (situada en la frazione de Cerenova), por la cual pasan trenes provenientes de Roma que llegan hasta Civitavecchia, Pisa y Grosseto.
Es famosa por una serie de necrópolis etruscas que incluyen algunas de las mejores tumbas etruscas existentes.

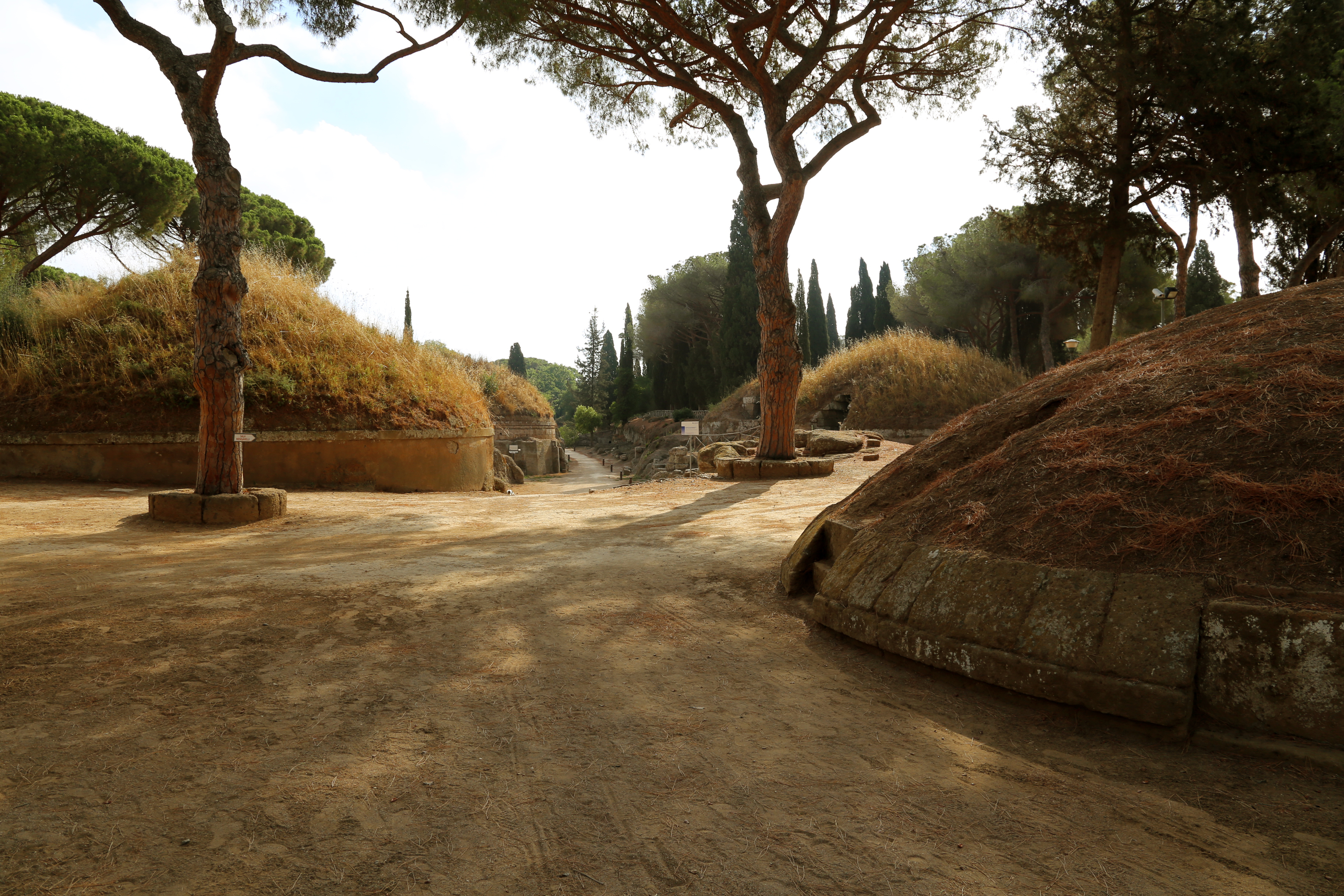
Via degli Inferi, la principal entrada a la necrópolis de la Banditaccia.

## Puntos de interés
Desde Cerveteri se accede a las necrópolis etruscas del Sorbo y della Banditaccia.

### Necrópolis de la Banditaccia
La atracción más famosa de Cerveteri es la Necropoli della Banditaccia, que ha sido declarada por la Unesco Patrimonio de la Humanidad junto con la necrópolis de Monterozzi, en Tarquinia. Cubre una zona de cuatrocientas hectáreas, de las que pueden visitarse diez, abarcando un total de mil tumbas a menudo ubicadas en unos túmulos característicos. Es la necrópolis antigua más grande de la región mediterránea. El nombre Banditaccia viene del préstamo (bando) de zonas de tierra a la población de Cerveteri por parte de los terratenientes locales.
Las tumbas van desde el siglo IX a. C. (Periodo Vilanovio) hasta la edad etrusca tardía (siglo III a. C.). Las más antiguas tienen forma de pozo, en las que se albergaban las cenizas de los muertos; también hay simples cuevas. 
Del periodo etrusco hay dos tipos de tumbas: los montículos y las llamadas "dados", siendo estos últimos simples tumbas cuadrangulares construidas en largas hileras a lo largo de "carreteras". El área que se puede visitar contiene dos de tales "carreteras", la Via dei Monti Ceriti y la Via dei Monti della Tolfa (siglo VI a. C.).
Los montículos son estructuras circulares construidas en toba, y los interiores, excavados en roca viva, albergan una reconstrucción de la casa de los muertos, incluyendo un corredor (dromos), un salón central y varias habitaciones. El conocimiento moderno de la vida cotidiana etrusca deriva en gran medida de los numerosos detalles decorativos y hallazgos de tales tumbas. El más famoso de estos montículos es la llamada Tomba dei Rilievi (Tumba de los Relieves, siglo III a. C.), identificada a partir de una inscripción como perteneciente a un tal Matunas y dotada de una excepcional serie de frescos, bajorrelieves y esculturas que retratan una larga serie de herramientas de la vida contemporánea.
Las tumbas más recientes datan del siglo III a. C. Algunas de ellas están marcadas por cippi, que son cilíndricos para los hombres y con forma de casita para las mujeres.
La mayor parte de los hallazgos excavados en la necrópolis de Cerveteri se encuentran actualmente en la Villa Giulia de Roma. Otros se encuentran en el Museo Nazionale Cerite, pequeño museo arqueológico en el centro de la propia ciudad de Cerveteri.

### Necrópolis del Sorbo
Es un complejo de tumbas etruscas, representa una de las necrópolis más importantes a la vista la variedad de las tumbas sacadas a la luz en ella, muchas bellas y grandes. En una de ellas se descubrió el sarcófago de los esposos.

### Otros
- La Rocca (castillo)
- Iglesia de Santa Maria Maggiore, incluyendo una sección medieval a la que se puede llegar desde los años 1950 a través de la adición de un arco triunfal.
- Palazzo Ruspoli, reconstruido como un palacio baronal por los Orsini en 1533. El pórtico y la loggia de la fachada pertenecen al siglo XVII. Está conectado con Santa Maria Maggiore a través de un passetto (puente cerrado), erigido en 1760.
- La pequeña iglesia de Sant'Antonio Abate, con un fresco de 1472 obra de Lorenzo da Viterbo.
- El burgo medieval de Ceri
- El castillo de Cerenova

## Evolución demográfica
| Gráfica de evolución demográfica de Cerveteri entre 1861 y 2001 |
|                                                                 |
| Fuente ISTAT - elaboración gráfica de Wikipedia                 |

## Hermanamientos
- Almuñécar, España[5]
- Fürstenfeldbruck, Alemania
- Livry-Gargan, Francia